# Gregor Ehrlich
Gregor Ehrlich, geboren als Johann Ehrlich (* 4. Februar 1831 in Weidenau, Österreichisch-Schlesien; † 1. Dezember 1912 in St. Paul im Lavanttal, Kärnten), war ein österreichischer Benediktinermönch sowie Abt des Stiftes St. Paul im Lavanttal.

## Leben
Johann Ehrlich (der Bruder der Mutter des späteren Orthopäden Adolf Lorenz und jüngere Bruder des späteren Arztes Eduard Ehrlich sowie Bruder drei weiterer Töchter des Ackerbürger Ehepaares Benedikt und Thekla Ehrlich in Weidenau) verließ wie sein Bruder früh sein Elternhaus um in Troppau zu studieren. Später studierten die Brüder in Graz, Eduard Medizin und Johann Rechtswissenschaften. Er brach die Juristerei jedoch ab und trat 1856 in das Benediktinerstift St. Paul im Lavanttal in Kärnten ein. Dort erhielt er Namen Pater Gregor. Nach der Priesterweihe im Jahre 1860 war er als Kaplan tätig, von 1861 bis 1864 war er Konviktsleiter in St. Paul und dann bis 1868 Religionslehrer am Staatsgymnasium in Klagenfurt (Das Stift St. Paul unterhielt ein Untergymnasium und war verpflichtet, das Obergymnasium in Klagenfurt mit Lehrern zu versorgen). Von 1869 bis 1887 war er Stiftsrentmeister und anschließend bis 1898 Administrator der Güter, darunter große Weingüter, des Stiftes im südsteiermärkischen Marburg an der Drau, wo er in einem kleinen Barock-Palais lebte. 1898 wurde er Abt des Stiftes St. Paul.
Von 1898 bis 1899 erfolgte der Neubau des Gymnasiums in St. Paul und von 1907 bis 1909 wurde das Konvikt für 250 Schüler errichtet.
Georg Ehrlich war ein erfahrener Ökonom, der die stiftseigenen Wirtschaftsbetriebe modernisierte. Unter anderem veranlasste er die Errichtung eines Elektrizitätswerks und einer Mühle sowie die Einführung landwirtschaftlicher Maschinen. Auch die Erträge der Weingärten wurden gesteigert.